# Al Shabab Al Arabi Club 2010-2011
Questa voce raccoglie le informazioni riguardanti l'Al Shabab Al Arabi Club nelle competizioni ufficiali della stagione 2010-2011.

## Stagione
La stagione 2010-2011, per l'Al Shabab Al Arabi Club sarà una delle più vincenti nella storia della squadra di Dubai.
Durante la sessione estiva del calciomercato, arrivano per rinforzare la squadra giocatori con molta esperienza come Lamine Diarra in prestito dal Partizan Belgrado, Júlio César dal Al-Ahly Doha ed altri giocatori.
Con la fine del campionato con la conquista del 4º posto, nella bacheca dell'Al Shabab entrano la prima Etisalat Emirates Cup e con la conquista della seconda Coppa dei Campioni del Golfo.

## Rosa
| N. |                                | Ruolo | Calciatore                        |
| -- | ------------------------------ | ----- | --------------------------------- |
| 1  | Emirati Arabi Uniti (bandiera) | P     | Shassan Al Sharif (vice capitano) |
| 12 | Emirati Arabi Uniti (bandiera) | P     | Salim Abdulla                     |
| 5  | Emirati Arabi Uniti (bandiera) | D     | Issa Mohammed                     |
| 4  | Emirati Arabi Uniti (bandiera) | D     | Esam Dhahi                        |
| 3  | Emirati Arabi Uniti (bandiera) | D     | Hamdan Qassim                     |
| 19 | Emirati Arabi Uniti (bandiera) | D     | Waleed Abbas                      |
| 26 | Emirati Arabi Uniti (bandiera) | D     | Abdullah Darwish                  |
| 33 | Emirati Arabi Uniti (bandiera) | D     | Mohamed Ahmad Gharib              |
| 2  | Emirati Arabi Uniti (bandiera) | D     | Nasser Yousuf                     |
| 29 | Emirati Arabi Uniti (bandiera) | D     | Mahmoud Qassim                    |
|    | Emirati Arabi Uniti (bandiera) | C     | Naser Masood                      |
| 17 | Emirati Arabi Uniti (bandiera) | C     | Ali Mohammed Rashid               |
| 17 | Emirati Arabi Uniti (bandiera) | C     | Hassan Ibrahim                    |

| N. |                                | Ruolo | Calciatore                   |
| -- | ------------------------------ | ----- | ---------------------------- |
| 7  | Emirati Arabi Uniti (bandiera) | C     | Ali Mohammad Rashid          |
| 89 | Emirati Arabi Uniti (bandiera) | C     | Dawood Ali                   |
| 24 | Emirati Arabi Uniti (bandiera) | C     | Adel Abdullah Abbas          |
| 77 | Emirati Arabi Uniti (bandiera) | C     | Fahad Hassan                 |
| 20 | Senegal (bandiera)             | A     | Lamine Diarra                |
| 99 | Emirati Arabi Uniti (bandiera) | A     | Sanad Ali                    |
| 9  | Cile (bandiera)                | C     | Carlos Villanueva (capitano) |
| 10 | Emirati Arabi Uniti (bandiera) | A     | Essa Obaid                   |
| 78 | Brasile (bandiera)             | A     | Ciel                         |
| 11 | Emirati Arabi Uniti (bandiera) | A     | Suroor Salim                 |
| 26 | Brasile (bandiera)             | A     | Julio Cesar                  |

### Staff tecnico
- Allenatore: Paulo Bonamigo
- Vice-Allenatore: Alciney Miranda
- Preparatore atletico: Youssef Salimi
- Allenatore dei portieri: Hassan Abdulqader
- Assistente tecnico: Salem Saad
- Dottore del team: Mourad Ghrairi
- Massaggiatore: Peter

## Calciomercato

### Sessione estiva(dall'1/7 all'1/9)
| Acquisti | Acquisti      | Acquisti     | Acquisti   |
| R.       | Nome          | da           | Modalità   |
| -------- | ------------- | ------------ | ---------- |
| A        | Julio Cesar   | Al-Ahli Doha | definitivo |
| A        | Ciel          | ASA          | definitivo |
| A        | Lamine Diarra | Partizan     | prestito   |

| Cessioni | Cessioni           | Cessioni        | Cessioni   |
| R.       | Nome               | a               | Modalità   |
| -------- | ------------------ | --------------- | ---------- |
| C        | Rok Elsner         | Haugesund       | definitivo |
| A        | Pedrão             | Goiás           | definitivo |
| P        | Ismail Rabee Rabee | Al-Ain          | definitivo |
| A        | Nei                | Changchun Yatai | definitivo |

## Risultati

### Etisalat Emirates Cup

#### Finale
| Arbitro: | Ali Hamad |

|                     |           |                                 |
| Al Wehaibi 18’, 34’ | Marcatori | 87’ Julio Cesar 70’, 90+3’ Ciel |

### Coppa dei Campioni del Golfo

#### Finale
| Arbitro: | Ali Hamad |

|  |           |                 |
|  | Marcatori | 56’ Julio Cesar |